# Сагу (десерт)
Сагу je десерт из јужног Бразила, направљен од тапиока перлица, шећера и црног вина. Типично је за државу Рио Гранде до Сул, али се такође конзумира у Санта Катарини и Парани.
Тапиока перлице унесене су у Латинску Америку из југоисточне Азије преко Шпанског и Португалског царства. У Бразилу су перлице тапиоке још увек познате као сагу, упркос томе што су направљени од домородачке маниоке, а не саго палми. Ове перлице се користе у овом традиционалном јелу, познатом као сагу де вињо (порт. sagu de vinho, вински саго), или само сагу, створен у региону Сера Гауча, у североисточном делу Рио Гранде до Сул, али конзумирано у свим државама.
Обично се меша са шећером и црвеним вином, а затим се служи генерално топло (али може се јести и хладно), а на врху је енглески крем (понекад са умућеним беланчевинама са шећером).
У неким рецептима вино се меша са соком од грожђа, са намером да десерт учини слађим и мање алкохолним. Уобичајено је и да се вину додају цимет и каранфилић како би се јелу додао укус. Иако се перлице тапиоке могу направити код куће, чешће се купују у продавници.
У овој врсти посластица, перлице тапиоке могу се припремити и са млеком или воћним соком (попут поморанџе или ананаса - који обично праве људи немачког порекла), уместо са црвеним вином, али ове варијације су прилично ретке, а сагу де вињо је најпопуларнија верзија.